# Domingo Urtiaga
Domingo Urtiaga o Domingo Urteaga fue un picapedrero valenciano de origen vasco, de la primera mitad del siglo XVI, que trabajó en estilo gótico tardío y renacentista. Nació en Azpeitia (Guipúzcoa) y colaboró con Joan Corbera en la construcción del Consulado del Mar de la Lonja de la Seda de Valencia, que Urtiaga finalizó en 1548. Este picapedrero hizo el piso superior del Consulado y los medallones que podemos observar, el edificio es de planta rectangular y de estilo renacentista, fue literalmente adosado al lado poniente de la lonja.
Urtiaga también construyó el templo-fortaleza de San Bartolomé de Jávea, terminada en 1513, y de la iglesia de Santa María de Cocentaina.